# Volha Palcheuskaya
Volha Palcheuskaya est une joueuse de volley-ball biélorusse née le 6 décembre 1984. Elle mesure 1,83 m et joue au poste de passeuse. Elle totalise 67 sélections en équipe de Biélorussie.

## Clubs
| Club                | De        | À         |
| ------------------- | --------- | --------- |
| Slavyanka Minsk     | 2004-2005 | 2007-2008 |
| Minchanka Minsk     | 2008-2009 | 2009-2010 |
| Fakel Novy Ourengoï | 2010-2011 | 2010-2011 |
| Lokomotiv VK        | 2011-2012 | 2012-2013 |
| Minchanka Minsk     | 2013-2014 | 2013-2014 |
| VK Tioumen          | 2014-2015 | 2014-2015 |
| Nadezhda Gomel      | 2015-2016 | 2015-2016 |
| Atlant Baranovitchi | 2016-2017 | 2016-2017 |
| Minchanka Minsk     | 2017-2018 | …         |

## Palmarès
- Challenge Cup
  - Vainqueur : 2012.
- Coupe de la CEV
  - Finaliste : 2018.
- Championnat de Biélorussie
  - Vainqueur : 2005, 2010, 2018.
  - Finaliste : 2009, 2014.
- Championnat d'Azerbaïdjan
  - Finaliste : 2012.